# Maravilla americana y conjunto de raras maravillas
La Maravilla americana y conjunto de raras maravillas es una obra escrita por el pintor novohispano Miguel Cabrera  (1695-1768). En este texto da su parecer sobre el lienzo de la Virgen de Guadalupe, analizado en 1751 a petición de la Colegiata de Guadalupe por él y otros pintores  “desde el punto de vista artístico, […] señalando las características del material y técnica pictórica que refleja”.
El opúsculo fue publicado cinco años más tarde bajo el título de Maravilla americana y conjunto de raras maravillas, observadas con la dirección de las reglas del Arte de la Pintura en la prodigiosa imagen de Nuestra Sra. De Guadalupe de México por Don Miguel Cabrera pintor de el Ilmo. Sr. D. D. Manuel Joseph Rubio, y Salinas, dignísimo Arzobispo de México, y de el Consejo de su Magestad, &c. a quien se la consagra.  Con licencia: En México en la Imprenta del Real, y más Antiguo Colegio de San Ildefonso Año de 1756.

## El impreso
Durante la época Miguel Cabrera fue un pintor importante que trabajó para diversos clientes, entre estos la Compañía de Jesús. Es así que la obra salió de una de las imprentas jesuitas, la del Colegio Real de San Ildefonso que comenzó sus funciones en 1748.
La Maravilla Americana estuvo compuesto por quince fojas en cuarto;  en español, y con tipografía romana. No cuenta con imágenes a excepción del escudo perteneciente a la Orden Franciscana que aparece en la primera dedicatoria.

## Contenido

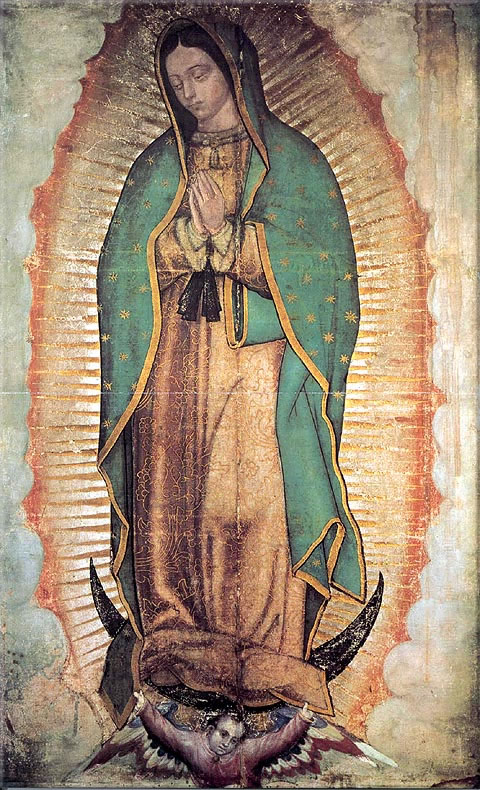
Virgen de Guadalupe

La Maravilla Americana comienza con una dedicatoria hacia Manuel José Rubio y Salinas  quien durante la época fue arzobispo del virreinato. A él le agradece su patrocinio y señala su participación en la fundación de la Colegiata en el Templo de Guadalupe y el establecimiento de una “misa y rezo propio” para la Virgen de Guadalupe, autorizados por el Papa Benedicto XIV,  a quien se le entregó una copia de la pintura hecha por Cabrera.
Después de esto viene la “Aprobación. Del Dr. D. José Gonzáles del Pinal, Canónigo Magistral Archi-Presbiteral de la Insigne, y Real Colegiata de nuestra Señora de Guadalupe” en donde se señala que no es necesaria una censura de la obra y se alaba a Miguel Cabrera por mostrar lo “prodigioso […] declarando [que es] una pintura del cielo”,  dando, al final, permiso para la licencia por “no hallar […] cosa que se oponga a nuestra santa fe, buenas costumbres y regalías de su majestad”.
A esta aprobación sigue la “Licencia del Superior Gobierno”  otorgada por el Sr. D. Agustín de Ahumada y Villalon , quien durante este tiempo ostentó el cargo de virrey de la Nueva España; después está el “Parecer Del padre Francisco Javier Lazcano religioso de la Compañía de Jesús, catedrático del eximio Suárez en la Rl. Universidad de esta Corte Mexicana, y perfecto de la muy ilustre Congregación de la Purísima en el Colegio Máximo de San Pedro y San Pablo”  quien agrega, además, unos himnos al texto.
A continuación se encuentra la “Licencia del Ordinario” concedida por Francisco Javier Gómez de Cervantes “catedrático […] en la Real Universidad, […] juez provisor y vicario general [del] arzobispado”; la “protesta del autor” y el “Motivo de esta inscripción” en dónde Miguel Cabrera señala su visita el día 30 de abril de 1751 al santuario para ver la imagen de la Virgen “sin los embarazos del cristal”  de donde surgió el dictamen que más tarde se imprimió.
La Maravilla americana está dividida en ocho parágrafos en los que Miguel Cabrera escribió sobre las características de la obra, a lo que llamó “raras maravillas”.  En estos apartados señala:
1. La conservación de la imagen a pesar de los años que tiene y el soporte, dos lienzos unidos por hilo, el cual asombra al autor por su resistencia.
2. El material con que está hecho el lienzo, siendo éste de pita  con lo que se formó el ayate  en que la pintura fue realizada.
3. La falta de aparejo de la obra, por lo que los colores se pueden observar al reverso del lienzo.
4. La ejecución perfecta del dibujo, en su delineado, simetría y correspondencia entre las partes de la figura, de las cuales da su medición a base de rostros. De esto parte para señalar que la Virgen representada tiene entre catorce y quince años, lo que respalda con la historia de las apariciones a Juan Diego, en donde este se dirigió a la Virgen como niña. Asimismo, en este apartado Miguel Cabrera citó a José de Ibarra, quien señala la falta de una reproducción de la Virgen que fuera correspondiente con la original, a pesar de que numerosos pintores lo intentaron, si bien este no fue el caso de Juan Correa quien contó con una copia en papel aceitado.
5. Las “cuatro especies de pinturas” con que fue hecha la obra: temple en la túnica, las nubes y el ángel; el fondo labrado al temple; manos y rostro al óleo y el manto al aguazo. Señala como se maneja cada una de las técnicas y la complejidad de su uso en conjunto de manera tan perfecta, algo que “si un artífice el más diestro y diligente se pusiera a copiar esta sagrada imagen […] después de un grande y prolijo trabajo no conseguiría el fin”.[14]
6. El dorado que tiene la obra en el manto, la túnica, la corona, los rayos que salen detrás de ella y las estrellas. De éste señala su unión con el lienzo “como si estuviera impreso”.[15]  Asimismo se asombra del contorno que encuentra en la imagen por ser muy delgado.
7. En este apartado defiende la imagen de la Virgen de Guadalupe, respondiendo a los seis argumentos que se dieron en contra de la imagen y su origen.
8. En el último parágrafo el autor hace un análisis de la obra, señalando características particulares como el rostro de la Virgen, la posición de la figura, el ropaje, los colores, los elementos que la acompañan, como la luna y el ángel. Y establece que la pintura, dado todo lo que observó, es “obra milagrosa, y que excede con clarísimas ventajas a cuanto puede llegar la mayor valentía del arte […] es el más auténtico testimonio del milagro”.[16]

Al final de los ocho parágrafos continúan los pareceres de los pintores con que Cabrera examinó la imagen: don José de Ibarra, don Manuel Osorio, don Juan Patricio Morlete Ruiz, don Francisco Antonio Vallejo, don José de Alcibar y don José Ventura Arnáez.

## Contexto
Desde que comenzó el culto a la Virgen de Guadalupe se crearon e imprimieron diversos textos sobre ella, tanto en México como en España,  permitiendo que el culto se extendiera.  Entre estos textos, algunos tocaron el tema de la pintura y su origen.
Antes de Miguel Cabrera, otros tuvieron la oportunidad de revisar la imagen, uno de ellos fue el historiador Mariano Fernández de Echeverría y Veytia,  quien señala de la obra que "la tela es de lino de palma o más probablemente de algodón; su tejido es cerrado [...] El rostro y manos tanto en la Virgen como en el Ángel es de "lo que llaman empastado", el manto, la túnica y el querubín están pintados al óleo; las nubes del rededor al temple y la luna y el fondo al aguazo”,  difiriendo de lo que señaló el pintor.
Por otro lado, otros pintores observaron la imagen de la Virgen en el año de 1666, quienes declararon que la pintura era sobrenatural; aunque también hubo quien señaló a Cristo como el creador de la obra, ese fue el caso de fray Antonio Casimiro de Montenegro en uno de sus sermones.

## Difusión
El opúsculo fue traducido al italiano por el Padre José M. de Gondra perteneciente a la Compañía de Jesús, es así como se difundió por Europa. Además de eso, se han hecho otras ediciones, en su mayoría facsimilares.
Sobre el escrito, Joseph Ignacio Bartolache escribió que es “uno de los Escritos Guadalupanos más apreciables, y dignos de conservarse”.